# Caradrina minor
Caradrina minor är en fjärilsart som beskrevs av Tutt 1891. Caradrina minor ingår i släktet Caradrina och familjen nattflyn. Inga underarter finns listade i Catalogue of Life.